# Г
Г, г (en cursiva: Г, г) és una lletra de l'alfabet ciríl·lic, quarta de l'alfabet rus, belarús, macedònic, ucraïnès, serbi i búlgar. Prové de la lletra gamma de l'alfabet grec. Ambdues lletres són iguals en les versions estàndard dels alfabets. Representa l'oclusiva velar sonora /g/ o la fricativa glotal sonora /ɦ/ en diferents llengües. En serbi, búlgar i macedònic estàndard 'Г' representa sempre el so /g/. En rus estàndard també representa aquest so, tret si es troba a final de mot o a final de síl·laba davant d'una consonant sorda, llavors sona /k/, com també ocorre en català amb la 'G' en paraules com: mag /mak/; i davant d'una vocal palatalitzada sona /gʲ/. A més, en alguns sufixos masculins dels casos genitiu i acusatiu representa el so /v/ quan es troba entre vocals. En ucraïnès i belarús representa el so /ɦ/.

## Taula de codis
| Codificació de caràcters | Tipus     | Decimal | Hexadecimal | Octal  | Binari              |
| ------------------------ | --------- | ------- | ----------- | ------ | ------------------- |
| Unicode                  | majúscula | 1043    | 0413        | 002023 | 0000 0100 0001 0011 |
| Unicode                  | minúscula | 1075    | 0433        | 002063 | 0000 0100 0011 0011 |
| ISO 8859-5               | majúscula | 179     | B3          | 263    | 1011 0011           |
| ISO 8859-5               | minúscula | 211     | D3          | 323    | 1101 0011           |
| KOI 8                    | majúscula | 231     | E7          | 347    | 1110 0111           |
| KOI 8                    | minúscula | 199     | C7          | 307    | 1100 0111           |
| Windows 1251             | majúscula | 195     | C3          | 303    | 1100 0011           |
| Windows 1251             | minúscula | 227     | E3          | 343    | 1110 0011           |